# JWH-250
JWH-250 (alternativni naziv: - ) je psihotropna tvar. Dio skupine novih psihoaktivnih tvari. U Hrvatskoj su uvrštene izmjenama i dopunama uvrštene na Popis droga, psihotropnih tvari i biljaka iz kojih se može dobiti droga te tvari koje se mogu uporabiti za izradu droga donesenim od strane Ministarstva zdravstva i socijalne skrbi Republike Hrvatske ( Narodne novine br.: 19, 11. veljače 2011.). 
Kemijsko ime je 2-(2-metoksifenil)-1-(1-pentilindol-3-il)etanon. JWH-200 je sintetički kanabinoidni receptor agonist koji pripada obitelji fenilacetilindola. Za razliku od starijih spojeva serije JWH (npr. naftoilindola JWH-018 i JWH-073), ovaj spoj nema naftalenski prsten, već 2'-metoksifenilacetil grupu.

## Vanjske poveznice
- https://www.uredzadroge.hr  Arhivirana inačica izvorne stranice od 30. prosinca 2019. (Wayback Machine)
- https://www.nijd.uredzadroge.hr  Arhivirana inačica izvorne stranice od 30. prosinca 2019. (Wayback Machine)